# Moreno (departement)
Moreno is een departement in de Argentijnse provincie Santiago del Estero. Het departement (Spaans:  departamento) heeft een oppervlakte van 16.127 km² en telt 28.053 inwoners.

## Plaatsen in departement Moreno
- Las Tinajas
- Otumpa
- Patay
- Quimilí
- Tintina
- Weisburd